# Mirror to the Sky
Mirror to the Sky es el vigésimo tercer álbum álbum de la banda inglesa de rock progresivo Yes lanzado en el 2023.
Es el primer trabajo con el baterista estadounidense Jay Schellen, quien se une como miembro oficialdespués de la muerte del baterista Alan White a quien está dedicado el disco. Es el primer disco del grupo sin Alan White desde Close to the Edge de 1972.
Schellen ya había participado con la agrupación como músico de apoyo en las últimas giras de la banda, y también participó como invitado en el anterior disco The Quest, del 2021.
Yes comenzó a trabajar en el álbum poco antes del lanzamiento de The Quest.Al igual que aquel disco, el guitarrista Steve Howe retomó su papel de productor y la orquesta FAMES de Macedonia del Norte proporcionó los arreglos orquestales de Paul K. Joyce en algunas canciones. 
Como ha sido usual en buena parte de la trayectoria del grupo, la portada del álbum fue hecha por el artista Roger Dean.

## Lista de canciones
1. "Cut from the Stars" (5:25) 
2. "All Connected" (9:02)
3. "Luminosity" (9:04)
4. "Living Out Their Dream" (4:45)
5. "Mirror to the Sky" (13:53)
6. "Circles of Time" (4:59)
Bonus Disc
7. "Unknown Place" (8:15)
8. "One Second Is Enough" (4:04)
9. "Magic Potion" (4:08)

## Integrantes
- Jon Davison- voz principal
- Steve Howe - guitarras, coros
- Geoff Downes - teclados, piano, sintetizadores
- Billy Sherwood - bajo, coros
- Jay Schellen - batería, percusiones

Músicos invitados:
- FAMES Studio Orchestra
- Oleg Kondratenko - conductor
- Paul K. Joyce  - arreglos orquestales